# Estação Exposición
A Estação Exposición é uma das estações do Metrorrey, situada em Guadalupe, seguida da Estação Lerdo de Tejada. Administrada pela STC Metrorrey, é uma das estações terminais da Linha 1.
Foi inaugurada em 25 de abril de 1991. Localiza-se no cruzamento da Avenida Benito Juárez com a Avenida Azteca. Atende o bairro Azteca.